# 罗斯福 (犹他州)
罗斯福（英文：Roosevelt），是美国犹他州杜申县下属的一座城市。建市于 1905年，面积大约为5.57平方英里（14.4平方公里），海拔约为5,095英尺（1,553米）。根据2010年美国人口普查，该市有人口6,046人。